# Nicholas Kirton
Nicholas Rasheed Kirton (* 6. Mai 1998 in Barbados) ist ein barbadischer Cricketspieler, der seit 2018 für die kanadische Nationalmannschaft spielt.

## Aktive Karriere
Kirton gab sein First-Class-Debüt für Barbados in der Saison 2018/19. Daraufhin folgte das Twenty20-Debüt für die kanadische Nationalmannschaft beim ICC Men’s T20 World Cup Qualifier 2019 gegen Jersey. Für die Caribbean Premier League 2020 wurde er von den Jamaica Tallawahs verpflichtet. Das ODI-Debüt absolvierte er beim ICC Cricket World Cup Qualifier Play-off 2023 ebenfalls gegen Jersey. Bei dem Turnier erzielte er gegen die Vereinigten Arabischen Emirate sein erstes internationales Fifty über 50 Runs. Im Februar 2024 absolvierte er mit dem Team eine Tour in Nepal, bei dem er im ersten ODI ein Fifty über 68 Runs erreichte. Kurz darauf erreichte er bei einem Drei-Nationen-Turnier in den Vereinigten Arabischen Emiraten gegen den Gastgeber ein Fifty über 68* Runs. Daraufhin wurde er für den Kader für den ICC Men’s T20 World Cup 2024 nominiert.